# Eleições legislativas de 2019 em Ponta Delgada

## Resultados Oficiais
| Partido                 | Partido                              | Votos  | %               | +/-   |
| ----------------------- | ------------------------------------ | ------ | --------------- | ----- |
|                         | Partido Socialista                   | 8 669  | 38,43 / 100,00  | 0,12  |
|                         | Partido Social Democrata             | 6 473  | 28,70 / 100,00  | 7,19  |
|                         | Bloco de Esquerda                    | 2 240  | 9,93 / 100,00   | 0,35  |
|                         | CDS – Partido Popular                | 900    | 3,99 / 100,00   | -     |
|                         | Pessoas–Animais–Natureza             | 789    | 3,50 / 100,00   | 2,17  |
|                         | CDU - Coligação Democrática Unitária | 533    | 2,36 / 100,00   | 0,67  |
|                         | LIVRE                                | 305    | 1,35 / 100,00   | 0,88  |
|                         | Aliança                              | 300    | 1,33 / 100,00   | Novo  |
|                         | Iniciativa Liberal                   | 236    | 1,05 / 100,00   | Novo  |
|                         | Outros (com menos de 1,00%)          | 840    | 3,72 / 100,00   |       |
| Votos Inválidos         | Votos Inválidos                      | 1 271  | 5,63 / 100,00   | 1,45  |
| Total                   | Total                                | 22 566 | 100,00 / 100,00 |       |
| Eleitorado/Participação | Eleitorado/Participação              | 64 946 | 34,73 / 100,00  | 4,44  |
| Fonte                   | Fonte                                | [ 1 ]  | [ 1 ]           | [ 1 ] |

## Resultados por Freguesia
Os resultados seguintes referem-se aos partidos que obtiveram mais de 1,00% dos votos:
| Freguesia                     | %     | %     | %     | %    | %    | %    | %    | %    | %    | Votantes |
| Freguesia                     | PS    | PSD   | BE    | CDS  | PAN  | CDU  | L    | A    | IL   | Votantes |
| ----------------------------- | ----- | ----- | ----- | ---- | ---- | ---- | ---- | ---- | ---- | -------- |
| Ajuda da Bretanha             | 45,63 | 24,27 | 9,71  | 4,85 | 2,43 | 2,91 | 0,49 | 0,49 | 0    | 206      |
| Arrifes                       | 48,00 | 20,89 | 10,45 | 3,93 | 2,76 | 1,94 | 0,82 | 0,94 | 0,53 | 1 704    |
| Candelária                    | 44,56 | 29,47 | 8,07  | 4,91 | 3,51 | 1,40 | 0,35 | 0,35 | 0,35 | 285      |
| Capelas                       | 50,04 | 20,93 | 8,10  | 3,93 | 3,23 | 2,05 | 0,87 | 0,94 | 0,24 | 1 271    |
| Covoada                       | 46,41 | 23,20 | 7,18  | 6,35 | 3,04 | 3,59 | 0,28 | 0,28 | 0,28 | 362      |
| Fajã de Baixo                 | 35,65 | 29,86 | 10,43 | 4,42 | 3,74 | 2,58 | 1,05 | 1,90 | 0,95 | 1 899    |
| Fajã de Cima                  | 41,73 | 26,03 | 9,91  | 3,69 | 4,43 | 1,58 | 1,26 | 1,16 | 1,79 | 949      |
| Fenais da Luz                 | 32,87 | 28,50 | 10,14 | 5,24 | 4,20 | 4,20 | 1,75 | 1,57 | 1,40 | 572      |
| Feteiras                      | 58,21 | 17,01 | 7,16  | 3,58 | 2,09 | 1,49 | 0,90 | 0    | 0,60 | 335      |
| Ginetes                       | 50,26 | 23,28 | 7,14  | 4,76 | 1,85 | 1,85 | 0,26 | 1,32 | 0,53 | 378      |
| Mosteiros                     | 35,80 | 42,61 | 5,11  | 5,68 | 1,42 | 2,27 | 0,57 | 0,28 | 0,57 | 352      |
| Pilar da Bretanha             | 42,65 | 24,51 | 6,86  | 8,82 | 2,94 | 1,96 | 1,47 | 0,49 | 0,49 | 204      |
| Ponta Delgada (São José)      | 32,58 | 31,76 | 11,54 | 4,38 | 3,56 | 2,65 | 1,91 | 1,69 | 1,48 | 2 305    |
| Ponta Delgada (São Pedro)     | 32,05 | 33,39 | 11,52 | 3,27 | 3,78 | 2,75 | 2,13 | 1,51 | 1,55 | 2 908    |
| Ponta Delgada (São Sebastião) | 28,48 | 37,78 | 10,05 | 3,76 | 3,52 | 2,43 | 1,68 | 1,62 | 1,68 | 1 731    |
| Relva                         | 34,09 | 30,88 | 9,84  | 4,15 | 4,56 | 3,21 | 0,83 | 1,66 | 0,83 | 965      |
| Remédios                      | 50,00 | 17,09 | 9,18  | 7,28 | 1,27 | 1,90 | 1,58 | 0,63 | 0    | 316      |
| Rosto do Cão (Livramento)     | 32,59 | 32,12 | 10,34 | 3,58 | 4,46 | 2,23 | 1,76 | 2,10 | 0,88 | 1 479    |
| Rosto do Cão (São Roque)      | 40,17 | 25,09 | 11,08 | 2,49 | 3,62 | 2,03 | 0,90 | 1,21 | 1,43 | 1 327    |
| Santa Bárbara                 | 53,23 | 18,06 | 7,10  | 2,26 | 4,52 | 0,97 | 0    | 0,32 | 0    | 310      |
| Santa Clara                   | 40,04 | 28,23 | 10,01 | 2,93 | 3,02 | 2,55 | 1,98 | 1,13 | 1,23 | 1 059    |
| Santo António                 | 47,44 | 25,04 | 5,82  | 5,47 | 2,82 | 1,23 | 0,88 | 0,53 | 0,35 | 567      |
| São Vicente Ferreira          | 32,73 | 31,06 | 10,79 | 4,32 | 3,72 | 2,28 | 1,56 | 1,56 | 0,96 | 834      |
| Sete Cidades                  | 66,39 | 15,97 | 2,94  | 1,68 | 2,10 | 1,26 | 0,42 | 0,42 | 0,42 | 238      |
| Ponta Delgada                 | 38,43 | 28,70 | 9,93  | 3,99 | 3,50 | 2,36 | 1,35 | 1,33 | 1,05 | 22 556   |

#### Ajuda da Bretanha
| Partido                 | Partido                              | Votos | %               | +/-   |
| ----------------------- | ------------------------------------ | ----- | --------------- | ----- |
|                         | Partido Socialista                   | 94    | 45,63 / 100,00  | 16,10 |
|                         | Partido Social Democrata             | 50    | 24,27 / 100,00  | 22,19 |
|                         | Bloco de Esquerda                    | 20    | 9,71 / 100,00   | 1,31  |
|                         | CDS – Partido Popular                | 10    | 4,85 / 100,00   | -     |
|                         | CDU - Coligação Democrática Unitária | 6     | 2,91 / 100,00   | 1,42  |
|                         | Pessoas–Animais–Natureza             | 5     | 2,43 / 100,00   | 1,25  |
|                         | Partido da Terra                     | 3     | 1,46 / 100,00   | 0,67  |
|                         | Outros (com menos de 1,00%)          | 3     | 1,46 / 100,00   |       |
| Votos Inválidos         | Votos Inválidos                      | 15    | 7,28 / 100,00   | 3,35  |
| Total                   | Total                                | 206   | 100,00 / 100,00 |       |
| Eleitorado/Participação | Eleitorado/Participação              | 663   | 31,07 / 100,00  | 6,45  |

#### Arrifes
| Partido                 | Partido                              | Votos | %               | +/-   |
| ----------------------- | ------------------------------------ | ----- | --------------- | ----- |
|                         | Partido Socialista                   | 818   | 48,00 / 100,00  | 4,05  |
|                         | Partido Social Democrata             | 356   | 20,89 / 100,00  | 12,91 |
|                         | Bloco de Esquerda                    | 178   | 10,45 / 100,00  | 1,28  |
|                         | CDS – Partido Popular                | 67    | 3,93 / 100,00   | -     |
|                         | Pessoas–Animais–Natureza             | 47    | 2,76 / 100,00   | 1,92  |
|                         | CDU - Coligação Democrática Unitária | 33    | 1,94 / 100,00   | 0,69  |
|                         | CHEGA                                | 21    | 1,23 / 100,00   | Novo  |
|                         | Partido da Terra                     | 18    | 1,06 / 100,00   | 0,86  |
|                         | Outros (com menos de 1,00%)          | 76    | 4,46 / 100,00   |       |
| Votos Inválidos         | Votos Inválidos                      | 90    | 5,29 / 100,00   | 2,12  |
| Total                   | Total                                | 1 704 | 100,00 / 100,00 |       |
| Eleitorado/Participação | Eleitorado/Participação              | 6 646 | 25,64 / 100,00  | 5,11  |

#### Candelária
| Partido                 | Partido                              | Votos | %               | +/-   |
| ----------------------- | ------------------------------------ | ----- | --------------- | ----- |
|                         | Partido Socialista                   | 127   | 44,56 / 100,00  | 3,56  |
|                         | Partido Social Democrata             | 84    | 29,47 / 100,00  | 10,35 |
|                         | Bloco de Esquerda                    | 23    | 8,07 / 100,00   | 2,47  |
|                         | CDS – Partido Popular                | 14    | 4,91 / 100,00   | -     |
|                         | Pessoas–Animais–Natureza             | 10    | 3,51 / 100,00   | 2,63  |
|                         | CDU - Coligação Democrática Unitária | 4     | 1,40 / 100,00   | 0,66  |
|                         | Outros (com menos de 1,00%)          | 9     | 3,16 / 100,00   |       |
| Votos Inválidos         | Votos Inválidos                      | 14    | 4,91 / 100,00   | 0,20  |
| Total                   | Total                                | 285   | 100,00 / 100,00 |       |
| Eleitorado/Participação | Eleitorado/Participação              | 958   | 29,75 / 100,00  | 4,81  |

#### Capelas
| Partido                 | Partido                                         | Votos | %               | +/-   |
| ----------------------- | ----------------------------------------------- | ----- | --------------- | ----- |
|                         | Partido Socialista                              | 636   | 50,04 / 100,00  | 8,02  |
|                         | Partido Social Democrata                        | 266   | 20,93 / 100,00  | 10,70 |
|                         | Bloco de Esquerda                               | 103   | 8,10 / 100,00   | 1,64  |
|                         | CDS – Partido Popular                           | 50    | 3,93 / 100,00   | -     |
|                         | Pessoas–Animais–Natureza                        | 41    | 3,23 / 100,00   | 1,99  |
|                         | CDU - Coligação Democrática Unitária            | 26    | 2,05 / 100,00   | 1,39  |
|                         | Partido Comunista dos Trabalhadores Portugueses | 20    | 1,57 / 100,00   | 0,77  |
|                         | Outros (com menos de 1,00%)                     | 60    | 4,72 / 100,00   |       |
| Votos Inválidos         | Votos Inválidos                                 | 69    | 5,43 / 100,00   | 1,63  |
| Total                   | Total                                           | 1 271 | 100,00 / 100,00 |       |
| Eleitorado/Participação | Eleitorado/Participação                         | 3 694 | 34,41 / 100,00  | 2,42  |

#### Covoada
| Partido                 | Partido                              | Votos | %               | +/-   |
| ----------------------- | ------------------------------------ | ----- | --------------- | ----- |
|                         | Partido Socialista                   | 168   | 46,41 / 100,00  | 12,82 |
|                         | Partido Social Democrata             | 84    | 23,20 / 100,00  | 15,48 |
|                         | Bloco de Esquerda                    | 26    | 7,18 / 100,00   | 3,76  |
|                         | CDS – Partido Popular                | 23    | 6,35 / 100,00   | -     |
|                         | CDU - Coligação Democrática Unitária | 13    | 3,59 / 100,00   | 0,54  |
|                         | Pessoas–Animais–Natureza             | 11    | 3,04 / 100,00   | 1,51  |
|                         | CHEGA                                | 8     | 2,21 / 100,00   | Novo  |
|                         | Outros (com menos de 1,00%)          | 12    | 3,32 / 100,00   |       |
| Votos Inválidos         | Votos Inválidos                      | 17    | 4,69 / 100,00   | 1,13  |
| Total                   | Total                                | 362   | 100,00 / 100,00 |       |
| Eleitorado/Participação | Eleitorado/Participação              | 1 173 | 30,86 / 100,00  | 2,73  |

#### Fajã de Baixo
| Partido                 | Partido                              | Votos | %               | +/-  |
| ----------------------- | ------------------------------------ | ----- | --------------- | ---- |
|                         | Partido Socialista                   | 677   | 35,65 / 100,00  | 3,00 |
|                         | Partido Social Democrata             | 567   | 29,86 / 100,00  | 1,59 |
|                         | Bloco de Esquerda                    | 198   | 10,43 / 100,00  | 2,05 |
|                         | CDS – Partido Popular                | 84    | 4,42 / 100,00   | -    |
|                         | Pessoas–Animais–Natureza             | 71    | 3,74 / 100,00   | 2,03 |
|                         | CDU - Coligação Democrática Unitária | 49    | 2,58 / 100,00   | 0,06 |
|                         | Aliança                              | 36    | 1,90 / 100,00   | Novo |
|                         | CHEGA                                | 31    | 1,63 / 100,00   | Novo |
|                         | LIVRE                                | 20    | 1,05 / 100,00   | 0,09 |
|                         | Outros (com menos de 1,00%)          | 53    | 2,80 / 100,00   |      |
| Votos Inválidos         | Votos Inválidos                      | 113   | 5,95 / 100,00   | 2,62 |
| Total                   | Total                                | 1 899 | 100,00 / 100,00 |      |
| Eleitorado/Participação | Eleitorado/Participação              | 4 666 | 40,70 / 100,00  | 2,96 |

#### Fajã de Cima
| Partido                 | Partido                              | Votos | %               | +/-  |
| ----------------------- | ------------------------------------ | ----- | --------------- | ---- |
|                         | Partido Socialista                   | 396   | 41,73 / 100,00  | 3,01 |
|                         | Partido Social Democrata             | 247   | 26,03 / 100,00  | 9,25 |
|                         | Bloco de Esquerda                    | 94    | 9,91 / 100,00   | 1,42 |
|                         | Pessoas–Animais–Natureza             | 42    | 4,43 / 100,00   | 2,76 |
|                         | CDS – Partido Popular                | 35    | 3,69 / 100,00   | -    |
|                         | Iniciativa Liberal                   | 17    | 1,79 / 100,00   | Novo |
|                         | CDU - Coligação Democrática Unitária | 16    | 1,58 / 100,00   | 1,21 |
|                         | LIVRE                                | 12    | 1,26 / 100,00   | 0,80 |
|                         | Aliança                              | 11    | 1,16 / 100,00   | Novo |
|                         | CHEGA                                | 10    | 1,05 / 100,00   | Novo |
|                         | Outros (com menos de 1,00%)          | 23    | 2,43 / 100,00   |      |
| Votos Inválidos         | Votos Inválidos                      | 47    | 4,95 / 100,00   | 1,14 |
| Total                   | Total                                | 949   | 100,00 / 100,00 |      |
| Eleitorado/Participação | Eleitorado/Participação              | 3 062 | 30,99 / 100,00  | 4,63 |

#### Fenais da Luz
| Partido                 | Partido                                         | Votos | %               | +/-   |
| ----------------------- | ----------------------------------------------- | ----- | --------------- | ----- |
|                         | Partido Socialista                              | 188   | 32,87 / 100,00  | 1,15  |
|                         | Partido Social Democrata                        | 163   | 28,50 / 100,00  | 13,06 |
|                         | Bloco de Esquerda                               | 58    | 10,14 / 100,00  | 0,58  |
|                         | CDS – Partido Popular                           | 30    | 5,24 / 100,00   | -     |
|                         | CDU - Coligação Democrática Unitária            | 24    | 4,20 / 100,00   | 1,12  |
|                         | Pessoas–Animais–Natureza                        | 24    | 4,20 / 100,00   | 2,58  |
|                         | CHEGA                                           | 13    | 2,27 / 100,00   | Novo  |
|                         | LIVRE                                           | 10    | 1,75 / 100,00   | 1,60  |
|                         | Aliança                                         | 9     | 1,57 / 100,00   | Novo  |
|                         | Iniciativa Liberal                              | 8     | 1,40 / 100,00   | Novo  |
|                         | Partido Comunista dos Trabalhadores Portugueses | 7     | 1,22 / 100,00   | 0,49  |
|                         | Outros (com menos de 1,00%)                     | 7     | 1,22 / 100,00   |       |
| Votos Inválidos         | Votos Inválidos                                 | 31    | 5,42 / 100,00   | 1,90  |
| Total                   | Total                                           | 572   | 100,00 / 100,00 |       |
| Eleitorado/Participação | Eleitorado/Participação                         | 1 837 | 31,14 / 100,00  | 6,74  |

#### Feteiras
| Partido                 | Partido                                         | Votos | %               | +/-   |
| ----------------------- | ----------------------------------------------- | ----- | --------------- | ----- |
|                         | Partido Socialista                              | 195   | 58,21 / 100,00  | 9,91  |
|                         | Partido Social Democrata                        | 57    | 17,01 / 100,00  | 15,76 |
|                         | Bloco de Esquerda                               | 24    | 7,16 / 100,00   | 0,12  |
|                         | CDS – Partido Popular                           | 12    | 3,58 / 100,00   | -     |
|                         | Pessoas–Animais–Natureza                        | 7     | 2,09 / 100,00   | 1,12  |
|                         | CDU - Coligação Democrática Unitária            | 5     | 1,49 / 100,00   | 0,94  |
|                         | Partido Comunista dos Trabalhadores Portugueses | 4     | 1,19 / 100,00   | 0,22  |
|                         | Outros (com menos de 1,00%)                     | 11    | 3,28 / 100,00   |       |
| Votos Inválidos         | Votos Inválidos                                 | 20    | 5,97 / 100,00   | 2,81  |
| Total                   | Total                                           | 335   | 100,00 / 100,00 |       |
| Eleitorado/Participação | Eleitorado/Participação                         | 1 430 | 23,43 / 100,00  | 6,25  |

#### Ginetes
| Partido                 | Partido                                         | Votos | %               | +/-   |
| ----------------------- | ----------------------------------------------- | ----- | --------------- | ----- |
|                         | Partido Socialista                              | 190   | 50,26 / 100,00  | 11,76 |
|                         | Partido Social Democrata                        | 88    | 23,28 / 100,00  | 14,75 |
|                         | Bloco de Esquerda                               | 27    | 7,14 / 100,00   | 1,08  |
|                         | CDS – Partido Popular                           | 18    | 4,76 / 100,00   | -     |
|                         | CDU - Coligação Democrática Unitária            | 7     | 1,85 / 100,00   | 0,21  |
|                         | Pessoas–Animais–Natureza                        | 7     | 1,85 / 100,00   | 0,91  |
|                         | Partido Popular Monárquico                      | 6     | 1,59 / 100,00   | -     |
|                         | Aliança                                         | 5     | 1,32 / 100,00   | Novo  |
|                         | Partido Comunista dos Trabalhadores Portugueses | 5     | 1,32 / 100,00   | 0,79  |
|                         | Outros (com menos de 1,00%)                     | 9     | 2,38 / 100,00   |       |
| Votos Inválidos         | Votos Inválidos                                 | 16    | 4,24 / 100,00   | 0,93  |
| Total                   | Total                                           | 378   | 100,00 / 100,00 |       |
| Eleitorado/Participação | Eleitorado/Participação                         | 1 110 | 34,05 / 100,00  | 4,47  |

#### Mosteiros
| Partido                 | Partido                              | Votos | %               | +/-  |
| ----------------------- | ------------------------------------ | ----- | --------------- | ---- |
|                         | Partido Social Democrata             | 150   | 42,61 / 100,00  | 6,82 |
|                         | Partido Socialista                   | 126   | 35,80 / 100,00  | 4,22 |
|                         | CDS – Partido Popular                | 20    | 5,68 / 100,00   | -    |
|                         | Bloco de Esquerda                    | 18    | 5,11 / 100,00   | 1,07 |
|                         | CDU - Coligação Democrática Unitária | 8     | 2,27 / 100,00   | 1,62 |
|                         | Pessoas–Animais–Natureza             | 5     | 1,42 / 100,00   | 1,19 |
|                         | Outros (com menos de 1,00%)          | 16    | 4,54 / 100,00   |      |
| Votos Inválidos         | Votos Inválidos                      | 9     | 2,55 / 100,00   | 0,88 |
| Total                   | Total                                | 352   | 100,00 / 100,00 |      |
| Eleitorado/Participação | Eleitorado/Participação              | 1 060 | 33,21 / 100,00  | 6,84 |

#### Pilar da Bretanha
| Partido                 | Partido                              | Votos | %               | +/-   |
| ----------------------- | ------------------------------------ | ----- | --------------- | ----- |
|                         | Partido Socialista                   | 87    | 42,65 / 100,00  | 6,99  |
|                         | Partido Social Democrata             | 50    | 24,51 / 100,00  | 18,13 |
|                         | CDS – Partido Popular                | 18    | 8,82 / 100,00   | -     |
|                         | Bloco de Esquerda                    | 14    | 6,86 / 100,00   | 1,67  |
|                         | Pessoas–Animais–Natureza             | 6     | 2,94 / 100,00   | 1,00  |
|                         | CDU - Coligação Democrática Unitária | 4     | 1,96 / 100,00   | 2,30  |
|                         | LIVRE                                | 3     | 1,47 / 100,00   | 0,69  |
|                         | Outros (com menos de 1,00%)          | 4     | 1,96 / 100,00   |       |
| Votos Inválidos         | Votos Inválidos                      | 18    | 8,82 / 100,00   | 6,50  |
| Total                   | Total                                | 204   | 100,00 / 100,00 |       |
| Eleitorado/Participação | Eleitorado/Participação              | 598   | 34,11 / 100,00  | 10,30 |

#### Ponta Delgada (São José)
| Partido                 | Partido                              | Votos | %               | +/-  |
| ----------------------- | ------------------------------------ | ----- | --------------- | ---- |
|                         | Partido Socialista                   | 751   | 32,58 / 100,00  | 5,11 |
|                         | Partido Social Democrata             | 732   | 31,76 / 100,00  | 3,42 |
|                         | Bloco de Esquerda                    | 266   | 11,54 / 100,00  | 1,44 |
|                         | CDS – Partido Popular                | 101   | 4,38 / 100,00   | -    |
|                         | Pessoas–Animais–Natureza             | 82    | 3,56 / 100,00   | 2,32 |
|                         | CDU - Coligação Democrática Unitária | 61    | 2,65 / 100,00   | 1,06 |
|                         | LIVRE                                | 44    | 1,91 / 100,00   | 1,21 |
|                         | Aliança                              | 39    | 1,69 / 100,00   | Novo |
|                         | Iniciativa Liberal                   | 34    | 1,48 / 100,00   | Novo |
|                         | Outros (com menos de 1,00%)          | 77    | 3,34 / 100,00   |      |
| Votos Inválidos         | Votos Inválidos                      | 118   | 5,12 / 100,00   | 0,75 |
| Total                   | Total                                | 2 305 | 100,00 / 100,00 |      |
| Eleitorado/Participação | Eleitorado/Participação              | 5 902 | 39,05 / 100,00  | 2,61 |

#### Ponta Delgada (São Pedro)
| Partido                 | Partido                              | Votos | %               | +/-  |
| ----------------------- | ------------------------------------ | ----- | --------------- | ---- |
|                         | Partido Social Democrata             | 971   | 33,39 / 100,00  | 2,07 |
|                         | Partido Socialista                   | 932   | 32,05 / 100,00  | 4,57 |
|                         | Bloco de Esquerda                    | 335   | 11,52 / 100,00  | 0,13 |
|                         | Pessoas–Animais–Natureza             | 110   | 3,78 / 100,00   | 2,21 |
|                         | CDS – Partido Popular                | 95    | 3,27 / 100,00   | -    |
|                         | CDU - Coligação Democrática Unitária | 80    | 2,75 / 100,00   | 0,67 |
|                         | LIVRE                                | 62    | 2,13 / 100,00   | 1,25 |
|                         | Iniciativa Liberal                   | 45    | 1,55 / 100,00   | Novo |
|                         | Aliança                              | 44    | 1,51 / 100,00   | Novo |
|                         | Outros (com menos de 1,00%)          | 85    | 2,41 / 100,00   |      |
| Votos Inválidos         | Votos Inválidos                      | 149   | 5,13 / 100,00   | 0,95 |
| Total                   | Total                                | 2 908 | 100,00 / 100,00 |      |
| Eleitorado/Participação | Eleitorado/Participação              | 7 620 | 38,16 / 100,00  | 3,02 |

#### Ponta Delgada (São Sebastião)
| Partido                 | Partido                              | Votos | %               | +/-  |
| ----------------------- | ------------------------------------ | ----- | --------------- | ---- |
|                         | Partido Social Democrata             | 654   | 37,78 / 100,00  | 3,18 |
|                         | Partido Socialista                   | 493   | 28,48 / 100,00  | 5,60 |
|                         | Bloco de Esquerda                    | 174   | 10,05 / 100,00  | 0,98 |
|                         | CDS – Partido Popular                | 65    | 3,76 / 100,00   | -    |
|                         | Pessoas–Animais–Natureza             | 61    | 3,52 / 100,00   | 2,04 |
|                         | CDU - Coligação Democrática Unitária | 42    | 2,43 / 100,00   | 0,48 |
|                         | Iniciativa Liberal                   | 29    | 1,68 / 100,00   | Novo |
|                         | LIVRE                                | 29    | 1,68 / 100,00   | 0,91 |
|                         | Aliança                              | 28    | 1,62 / 100,00   | Novo |
|                         | CHEGA                                | 20    | 1,16 / 100,00   | Novo |
|                         | Outros (com menos de 1,00%)          | 54    | 3,12 / 100,00   |      |
| Votos Inválidos         | Votos Inválidos                      | 82    | 4,73 / 100,00   | 0,34 |
| Total                   | Total                                | 1 731 | 100,00 / 100,00 |      |
| Eleitorado/Participação | Eleitorado/Participação              | 4 187 | 41,34 / 100,00  | 2,11 |

#### Relva
| Partido                 | Partido                              | Votos | %               | +/-  |
| ----------------------- | ------------------------------------ | ----- | --------------- | ---- |
|                         | Partido Socialista                   | 329   | 34,09 / 100,00  | 0,45 |
|                         | Partido Social Democrata             | 298   | 30,88 / 100,00  | 7,41 |
|                         | Bloco de Esquerda                    | 95    | 9,84 / 100,00   | 2,06 |
|                         | Pessoas–Animais–Natureza             | 44    | 4,56 / 100,00   | 3,35 |
|                         | CDS – Partido Popular                | 40    | 4,15 / 100,00   | -    |
|                         | CDU - Coligação Democrática Unitária | 31    | 3,21 / 100,00   | 0,79 |
|                         | Aliança                              | 16    | 1,66 / 100,00   | Novo |
|                         | Outros (com menos de 1,00%)          | 55    | 5,70 / 100,00   |      |
| Votos Inválidos         | Votos Inválidos                      | 57    | 5,91 / 100,00   | 1,63 |
| Total                   | Total                                | 965   | 100,00 / 100,00 |      |
| Eleitorado/Participação | Eleitorado/Participação              | 2 706 | 35,66 / 100,00  | 4,62 |

#### Remédios
| Partido                 | Partido                              | Votos | %               | +/-   |
| ----------------------- | ------------------------------------ | ----- | --------------- | ----- |
|                         | Partido Socialista                   | 158   | 50,00 / 100,00  | 12,68 |
|                         | Partido Social Democrata             | 54    | 17,09 / 100,00  | 22,14 |
|                         | Bloco de Esquerda                    | 29    | 9,18 / 100,00   | 1,35  |
|                         | CDS – Partido Popular                | 23    | 7,28 / 100,00   | -     |
|                         | CDU - Coligação Democrática Unitária | 6     | 1,90 / 100,00   | 0,23  |
|                         | LIVRE                                | 5     | 1,58 / 100,00   | 1,58  |
|                         | Partido da Terra                     | 5     | 1,58 / 100,00   | 0,62  |
|                         | Pessoas–Animais–Natureza             | 4     | 1,27 / 100,00   | 0,31  |
|                         | Outros (com menos de 1,00%)          | 14    | 4,43 / 100,00   |       |
| Votos Inválidos         | Votos Inválidos                      | 18    | 5,71 / 100,00   | 0,20  |
| Total                   | Total                                | 316   | 100,00 / 100,00 |       |
| Eleitorado/Participação | Eleitorado/Participação              | 845   | 37,40 / 100,00  | 10,43 |

#### Rosto do Cão (Livramento)
| Partido                 | Partido                              | Votos | %               | +/-  |
| ----------------------- | ------------------------------------ | ----- | --------------- | ---- |
|                         | Partido Socialista                   | 482   | 32,59 / 100,00  | 3,93 |
|                         | Partido Social Democrata             | 475   | 32,12 / 100,00  | 5,15 |
|                         | Bloco de Esquerda                    | 153   | 10,34 / 100,00  | 0,65 |
|                         | Pessoas–Animais–Natureza             | 66    | 4,46 / 100,00   | 3,08 |
|                         | CDS – Partido Popular                | 53    | 3,58 / 100,00   | -    |
|                         | CDU - Coligação Democrática Unitária | 33    | 2,23 / 100,00   | 0,02 |
|                         | Aliança                              | 31    | 2,10 / 100,00   | Novo |
|                         | LIVRE                                | 26    | 1,76 / 100,00   | 1,38 |
|                         | Outros (com menos de 1,00%)          | 62    | 4,18 / 100,00   |      |
| Votos Inválidos         | Votos Inválidos                      | 98    | 6,62 / 100,00   | 0,93 |
| Total                   | Total                                | 1 479 | 100,00 / 100,00 |      |
| Eleitorado/Participação | Eleitorado/Participação              | 4 076 | 36,29 / 100,00  | 4,76 |

#### Rosto do Cão (São Roque)
| Partido                 | Partido                              | Votos | %               | +/-  |
| ----------------------- | ------------------------------------ | ----- | --------------- | ---- |
|                         | Partido Socialista                   | 533   | 40,17 / 100,00  | 7,05 |
|                         | Partido Social Democrata             | 333   | 25,09 / 100,00  | 2,74 |
|                         | Bloco de Esquerda                    | 147   | 11,08 / 100,00  | 0,85 |
|                         | Pessoas–Animais–Natureza             | 48    | 3,62 / 100,00   | 2,21 |
|                         | CDS – Partido Popular                | 33    | 2,49 / 100,00   | -    |
|                         | CDU - Coligação Democrática Unitária | 27    | 2,03 / 100,00   | 0,48 |
|                         | Iniciativa Liberal                   | 19    | 1,43 / 100,00   | Novo |
|                         | CHEGA                                | 18    | 1,36 / 100,00   | Novo |
|                         | Aliança                              | 16    | 1,21 / 100,00   | Novo |
|                         | Outros (com menos de 1,00%)          | 50    | 3,77 / 100,00   |      |
| Votos Inválidos         | Votos Inválidos                      | 103   | 7,76 / 100,00   | 4,09 |
| Total                   | Total                                | 1 327 | 100,00 / 100,00 |      |
| Eleitorado/Participação | Eleitorado/Participação              | 4 514 | 29,40 / 100,00  | 7,31 |

#### Santa Bárbara
| Partido                 | Partido                                         | Votos | %               | +/-   |
| ----------------------- | ----------------------------------------------- | ----- | --------------- | ----- |
|                         | Partido Socialista                              | 165   | 53,23 / 100,00  | 14,93 |
|                         | Partido Social Democrata                        | 56    | 18,06 / 100,00  | 20,24 |
|                         | Bloco de Esquerda                               | 22    | 7,10 / 100,00   | 1,11  |
|                         | Pessoas–Animais–Natureza                        | 14    | 4,52 / 100,00   | 2,70  |
|                         | CDS – Partido Popular                           | 7     | 2,26 / 100,00   | -     |
|                         | Partido Comunista dos Trabalhadores Portugueses | 7     | 2,26 / 100,00   | 1,04  |
|                         | Outros (com menos de 1,00%)                     | 16    | 5,16 / 100,00   |       |
| Votos Inválidos         | Votos Inválidos                                 | 23    | 7,42 / 100,00   | 3,46  |
| Total                   | Total                                           | 310   | 100,00 / 100,00 |       |
| Eleitorado/Participação | Eleitorado/Participação                         | 765   | 40,52 / 100,00  | 3,46  |

#### Santa Clara
| Partido                 | Partido                              | Votos | %               | +/-  |
| ----------------------- | ------------------------------------ | ----- | --------------- | ---- |
|                         | Partido Socialista                   | 424   | 40,04 / 100,00  | 1,85 |
|                         | Partido Social Democrata             | 299   | 28,23 / 100,00  | 4,79 |
|                         | Bloco de Esquerda                    | 106   | 10,01 / 100,00  | 2,75 |
|                         | Pessoas–Animais–Natureza             | 32    | 3,02 / 100,00   | 1,73 |
|                         | CDS – Partido Popular                | 31    | 2,93 / 100,00   | -    |
|                         | CDU - Coligação Democrática Unitária | 27    | 2,55 / 100,00   | 0,55 |
|                         | LIVRE                                | 21    | 1,98 / 100,00   | 1,72 |
|                         | Iniciativa Liberal                   | 13    | 1,23 / 100,00   | Novo |
|                         | Aliança                              | 12    | 1,13 / 100,00   | Novo |
|                         | CHEGA                                | 11    | 1,04 / 100,00   | Novo |
|                         | Outros (com menos de 1,00%)          | 26    | 2,46 / 100,00   |      |
| Votos Inválidos         | Votos Inválidos                      | 57    | 5,38 / 100,00   | 1,33 |
| Total                   | Total                                | 1 059 | 100,00 / 100,00 |      |
| Eleitorado/Participação | Eleitorado/Participação              | 2 855 | 37,09 / 100,00  | 2,65 |

#### Santo António
| Partido                 | Partido                              | Votos | %               | +/-  |
| ----------------------- | ------------------------------------ | ----- | --------------- | ---- |
|                         | Partido Socialista                   | 269   | 47,44 / 100,00  | 6,93 |
|                         | Partido Social Democrata             | 142   | 25,04 / 100,00  | 9,14 |
|                         | Bloco de Esquerda                    | 33    | 5,82 / 100,00   | 3,46 |
|                         | CDS – Partido Popular                | 31    | 5,47 / 100,00   | -    |
|                         | Pessoas–Animais–Natureza             | 16    | 2,82 / 100,00   | 1,84 |
|                         | CDU - Coligação Democrática Unitária | 7     | 1,23 / 100,00   | 2,57 |
|                         | Outros (com menos de 1,00%)          | 37    | 6,53 / 100,00   |      |
| Votos Inválidos         | Votos Inválidos                      | 32    | 5,64 / 100,00   | 0,72 |
| Total                   | Total                                | 567   | 100,00 / 100,00 |      |
| Eleitorado/Participação | Eleitorado/Participação              | 1 663 | 34,10 / 100,00  | 7,43 |

#### São Vicente Ferreira
| Partido                 | Partido                              | Votos | %               | +/-   |
| ----------------------- | ------------------------------------ | ----- | --------------- | ----- |
|                         | Partido Socialista                   | 273   | 32,73 / 100,00  | 1,87  |
|                         | Partido Social Democrata             | 259   | 31,06 / 100,00  | 13,11 |
|                         | Bloco de Esquerda                    | 90    | 10,79 / 100,00  | 2,43  |
|                         | CDS – Partido Popular                | 36    | 4,32 / 100,00   | -     |
|                         | Pessoas–Animais–Natureza             | 31    | 3,72 / 100,00   | 2,17  |
|                         | CDU - Coligação Democrática Unitária | 19    | 2,28 / 100,00   | 1,02  |
|                         | LIVRE                                | 13    | 1,56 / 100,00   | 1,46  |
|                         | Aliança                              | 13    | 1,56 / 100,00   | Novo  |
|                         | Outros (com menos de 1,00%)          | 40    | 4,80 / 100,00   |       |
| Votos Inválidos         | Votos Inválidos                      | 60    | 7,20 / 100,00   | 1,94  |
| Total                   | Total                                | 834   | 100,00 / 100,00 |       |
| Eleitorado/Participação | Eleitorado/Participação              | 2 243 | 37,18 / 100,00  | 8,33  |

#### Sete Cidades
| Partido                 | Partido                              | Votos | %               | +/-   |
| ----------------------- | ------------------------------------ | ----- | --------------- | ----- |
|                         | Partido Socialista                   | 158   | 66,39 / 100,00  | 15,49 |
|                         | Partido Social Democrata             | 38    | 15,97 / 100,00  | 19,16 |
|                         | Bloco de Esquerda                    | 7     | 2,94 / 100,00   | 2,79  |
|                         | Pessoas–Animais–Natureza             | 5     | 2,10 / 100,00   | 1,74  |
|                         | CDS – Partido Popular                | 4     | 1,68 / 100,00   | -     |
|                         | CDU - Coligação Democrática Unitária | 3     | 1,26 / 100,00   | 0,17  |
|                         | Outros (com menos de 1,00%)          | 8     | 3,36 / 100,00   |       |
| Votos Inválidos         | Votos Inválidos                      | 15    | 6,30 / 100,00   | 3,08  |
| Total                   | Total                                | 238   | 100,00 / 100,00 |       |
| Eleitorado/Participação | Eleitorado/Participação              | 673   | 35,36 / 100,00  | 4,67  |